# Парк душ
Парк душ (во множественном греч. Πάρκο των ψυχών) — художественная галерея под открытым небом на высоте 1000 м над уровнем моря, открытая в 2012 году греческим скульптором Спиридоном Дасиотисом (Σπυρίδων Ντασιώτης) , который создал произведения искусства, вырезая обгоревшие стволы деревьев на горе Парнис над Афинами. Выставка вдохновлена историей соседнего санатория. «Парк душ», как его называют, дает жизнь стволам, которые отображают эмоции жителей санатория.
Экспонаты имеют свои названия, как и картины: «Беременная женщина», «Крест мученичества», «Ностальгия матери по брошенному ребенку», «Пара», «Ухо», «Перо», «Рассуждение». Эта уникальная выставка под небом посвящена Яннису Рицосу, который в конце 1937 года попал на 6 месяцев в санаторий, и где написал три своих произведения среди которых «Весенняя симфония» под давлением потери матери и брата из-за туберкулёза.
Музой для создания уникальной экспозиции стало призрачное здание бывшего афинского санатория на горе Парниса, на фоне выгоревшего по соседству после катастрофического пожара 2007 года леса. Символично, что выставка открылась в 2012 году — столетие после начала Балканской войны, в которой Греция освободила/получила бо́льшую часть Македонии с Салониками.
Санаторий лёгких находится всего в 2 км от знаменитого казино Парниса и был построен еще в 1912 году как горная лечебница для больных туберкулёзом. Сухой горный климат, свежий воздух и солнечный свет были необходимы для выздоровления, а иногда даже для полного излечения пациентов, которые стекались тысячами в течение почти 30 лет, с 1917 года до начала массовой терапии пенициллином в 1950 году или до конца гражданской войны в Греции. Этот санаторий Парниса был чистилищем для душ в Греции в течение первой половины 20-го века, приютившим многих больных со всей страны, учитывая, что за десятилетие между 1929 — 1939 годами более 120 000 человек стали жертвами туберкулёза в Греции.
Здание санатория было преобразовано в гостиницу под названием «Ксения» (из одноимённой многочисленной сети гостинц национальной организации туризма - ЕОТ), а позже оно использовалось в качестве школы туризма Греческой туристической организацией. Окончательно здание было заброшено в 1985 году. Здание пострадало во время сильного землетрясения 1999 года, а затем в результате пожара 2007 года, но до сих пор остается почти невредимым снаружи. Вид заброшенного здания загадочный и призрачный. В памяти сооружение связано со слезами, болью, кровью и смертью госпитализированных в нём.